# Caral-Supe
Caral egy hatalmas település volt Peruban, a Supe folyó völgyében, a Lima megyei Barranca tartományban elhelyezkedő Supe körzetben, Lima városától mintegy 200 km-re északra. Caral az amerikai kontinens, sőt valószínűleg az egész világ legősibb városa, a Norte Chico civilizáció Caral kultúrájának sokat tanulmányozott helyszíne.
2009 júniusában Caral-Supe szent városa néven az UNESCO bejegyezte a világörökségi listára.

## Elhelyezkedése
Caral 60 hektáros területe két, a földbe süllyesztett kör alakú részből áll. A település hat piramisforma épület határolja, melyek legnagyobbika 160 m hosszú, 150 m széles és 18 m magas. A piramis bejáratánál két, egyenként 3,5 m magas gránitmonolit áll. Egyelőre nem tisztázott a gránittömbök származási helye. A legkisebb piramis 60 m hosszú, 45 m széles és 10 m magas (összehasonlításképpen: a hozzávetőlegesen ugyanakkor épült Kheopsz-piramis 140 m magas). A földbe süllyesztett területek amfiteátrumra emlékeztetnek.

## Kora
Caral és az itteni kultúra kora a radiometrikus kormeghatározás alapján 4600 évre tehető, így az andoki IV-VI prekarmikumra esik, akárcsak a Salinas de Chao (Kr. e. 3300), La Galgala (Kr.e. 3000) illetve a valamivel fiatalabb Chuquitana település- és templommaradványai. Caral virágkora az úgynevezett bevezető fázis (Kr.e. 1800-1000), amikor az egész andoki központi rész egy nagy felemelkedést ért meg, amely a kerámiamegmunkáláson is kimutatható. Caral ideje az emberi civilizációk olyan ismert ősközpontjaival esik egybe, mint Mezopotámia, Egyiptom és India, bár a carali egyik említett magas kultúra értékét sem közelíti meg.
A település korát a helyszínen feltárt szövött hordtáskák radiometrikus vizsgálata alapján határozták meg. Ezekben a táskákban hordták a piramisépítésekhez szükséges köveket. Anyaguk kiválóan alkalmas a vizsgálatra, így meglehetősen nagy pontossággal határozható meg a koruk. A lelőhely talán mégrégebbi, hiszen az ásatási terület legrégebbi leleteinek kora még megállapításra vár.

## Története
Caral durván Kr. e. 2600 és Kr. e. 2000 között volt lakott település, és mintegy 66 hektáron terült el. Felfedezői Caralt az amerikai kontinens legrégebbi városközpontjaként jellemezték. Ezt a jelzőt később megkérdőjelezték a környéken talált további ősi lelőhelyek. Több, mint 3000-es lélekszámú lakosságával az egyik legnagyobb és legalaposabban tanulmányozott terület a Norte Chico civilizáció eddig feltárt területei közül.

## Régészeti leletek

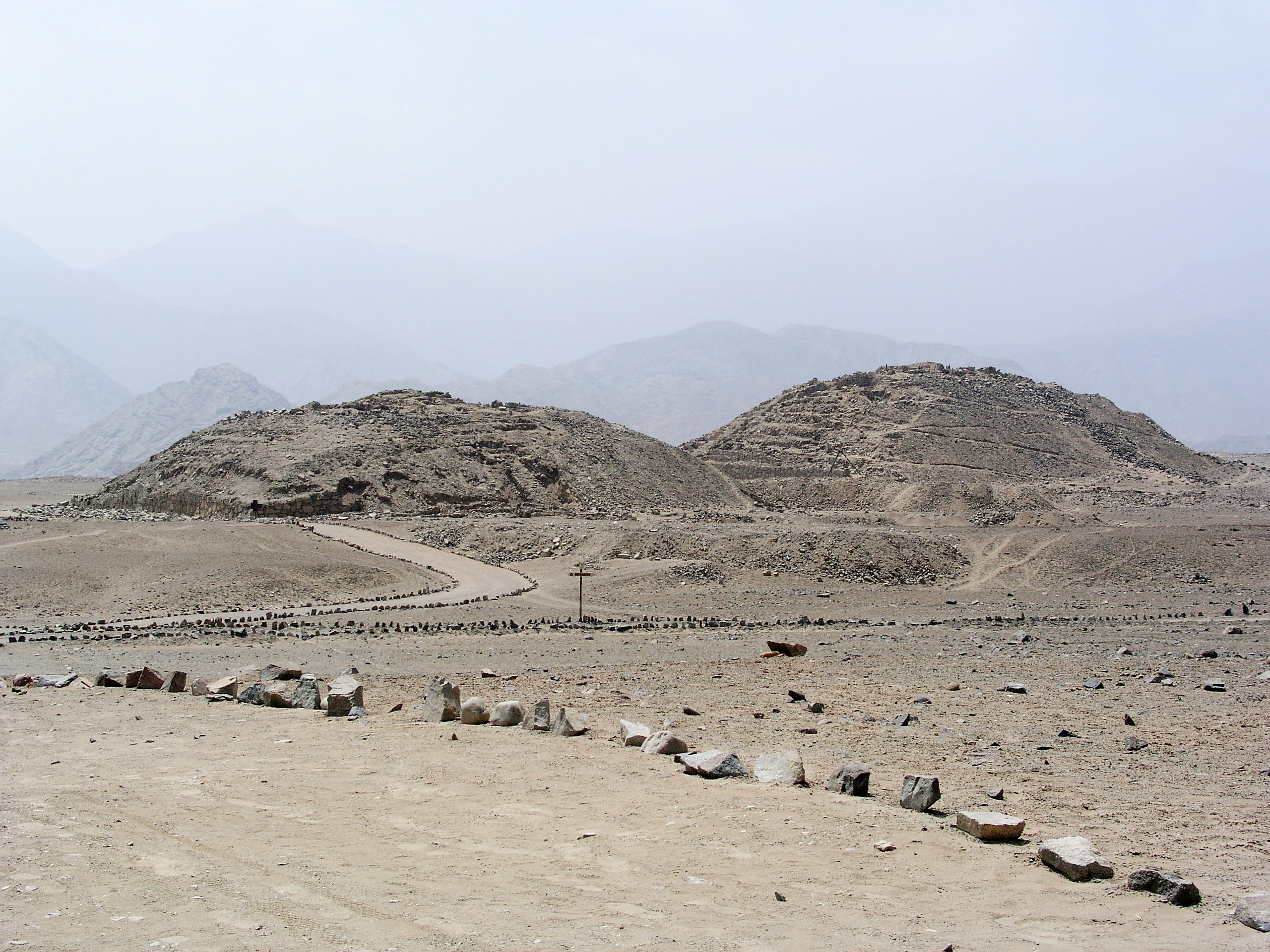
A Caral piramisok a Supe száraz völgyében, mintegy 20 km-re a Csendes-óceán partjától.

Paul Kosok fedezte föl Caralt (Chupacigarro Grande) 1948-ban, de a közelmúltig kevés figyelmet kapott a terület, mivel úgy tűnt, kevés olyan tipikus lelet található itt, amelyeket akkoriban az andoki ásatásokon kerestek. Ruth Shady régész talált rá a perui sivatagban az 5000 éves, piramisokból, gondosan kivitelezett templomokból, egy amfiteátrumból, valamint lakóházakból álló városra. A városkomplexum több mint 607 000 m2 területű, benne bevásárlóközpontok és lakónegyedek találhatóak. Caral körülbelül az egyiptomi piramisok építésével egyidőben volt virágzó metropolisz.
A főpiramis csaknem négy teljes futballpálya alapterületű és 18 m magas. Caral az andoki régió legnagyobb ismert területe, mely Kr.e. 2000 előtt épült, így valószínűleg az andoki civilizációk által négy évezreden át létrehozott városok modelljeként szolgált. Caral feltételezhetően számos, az andoki civilizációk eredetével, valamint az első városok fejlődésével kapcsolatos kérdésre választ adhat.
A carali leletek között van egy kötött anyagdarab, amelyet az ásatáson dolgozók kipuként neveztek meg. Álláspontjuk szerint ez a lelet a bizonyíték arra, hogy a kipu adattároló rendszer, a kötélre kötött csomók inkák által tökélyre fejlesztett módszere régebbi, mint azt bármelyik régész feltételezte volna eddig. A lelet azonban sokkal egyszerűbb szerkezetű, mint a későbbi inka kipu, így kétséges, hogy egy számolórendszer része volt. Számos régész azt is vitatja, hogy egyáltalán számolásra használták volna.

## Élet Caralban
Ruth Sandy gyanúja szerint mivel a partszakaszt rendszeresen végigpusztítják az El Niño okozta áradások, ezek a sivatagos területek felé űzték a lakosságot. Tény, hogy az egész völgyet rendszeresen ellepő áradások lehetővé tették a tök, bab, valamint a különösen intenzív gyapottermelést.
A part közelében (mintegy 25 km-re) található városban természetesen fogyasztották a tengeri halakat. Túlzás lenne Caralra csupán egy hatalmas kereskedővárosként tekinteni. Az ásatásokon előkerültek fuvolák, drogok, halcsontok, csigák és kagylók, amelyek az Amazonas vidékén is előfordulnak.
Caralban nem találtak háborúságra utaló nyomokat; sem csatatereket, sem fegyvereket, sem megcsonkított testeket – amelyek egyébként Peru más részein bőven előfordulnak. Shady arra következtet, hogy itt egy békés, kereskedelemre és örömre épülő társadalom élt. Az egyik piramisban 32 keselyű- és pelikáncsontból készült fuvolát, valamint 37 szarvas- és lámacsontból készült kürtöt találtak. Drogok valamint valószínűleg afrodiziákumok használatát is kimutatták. Előkerült egy kisbaba földi maradványa, akit egy csontgyöngyökből készült nyaklánccal temettek el.
A Supe völgyben 19 további piramiskomplexus áll 80 km²-es területen elszórtan. A quipu arra utal, hogy a későbbi inka civilizáció valamilyen kulturális folytatása volt a Caral civilizációnak.
A Supe völgy minden része hasonlóságot mutat Carallal. Kőgyűrűre emelt kis tereik voltak. Shady (2001) meggyőződése szerint Caral volt ennek a civilizációnak a központja, ám maga a kultúra egy sokkal nagyobb komplexum része volt, amely kereskedett a parti közösségekkel, valamint a távolabbi szárazföldiekkel – egészen az Amazonasig, amennyiben a majmok ábrázolása megengedi ezt a következtetést.
A város lélekszáma hozzávetőlegesen 3000 fő volt. A terület 19 további, szintén Caralhoz tartozó részének lakosságával együtt összesen akár 20.000 ember is élhetett a Supe völgyben.
Caral lakosságának száma fejlődésének csúcspontján mintegy 1000 fővel nőtt (Kurella 2008:41). Tudjuk, hogy az épületek keletkezésének idején a lakosság több rétegbe tagozódott. Volt egy előkelő papság, amelyet földművesek és munkások alkottak. A városban eddig két gyermekcsontváz került elő, amelyeken az eddigi kutatások erőszaknak semmiféle nyomát nem találták. A város Kr. e. 1200 körül elnéptelenedett. Ennek okát még nem sikerült megfejteni.

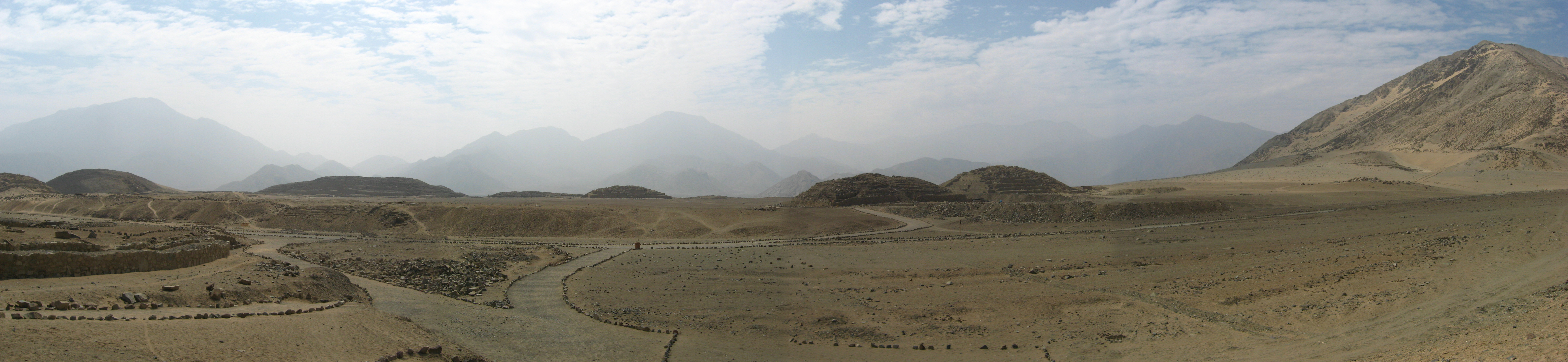
Caral látképe

## Galéria

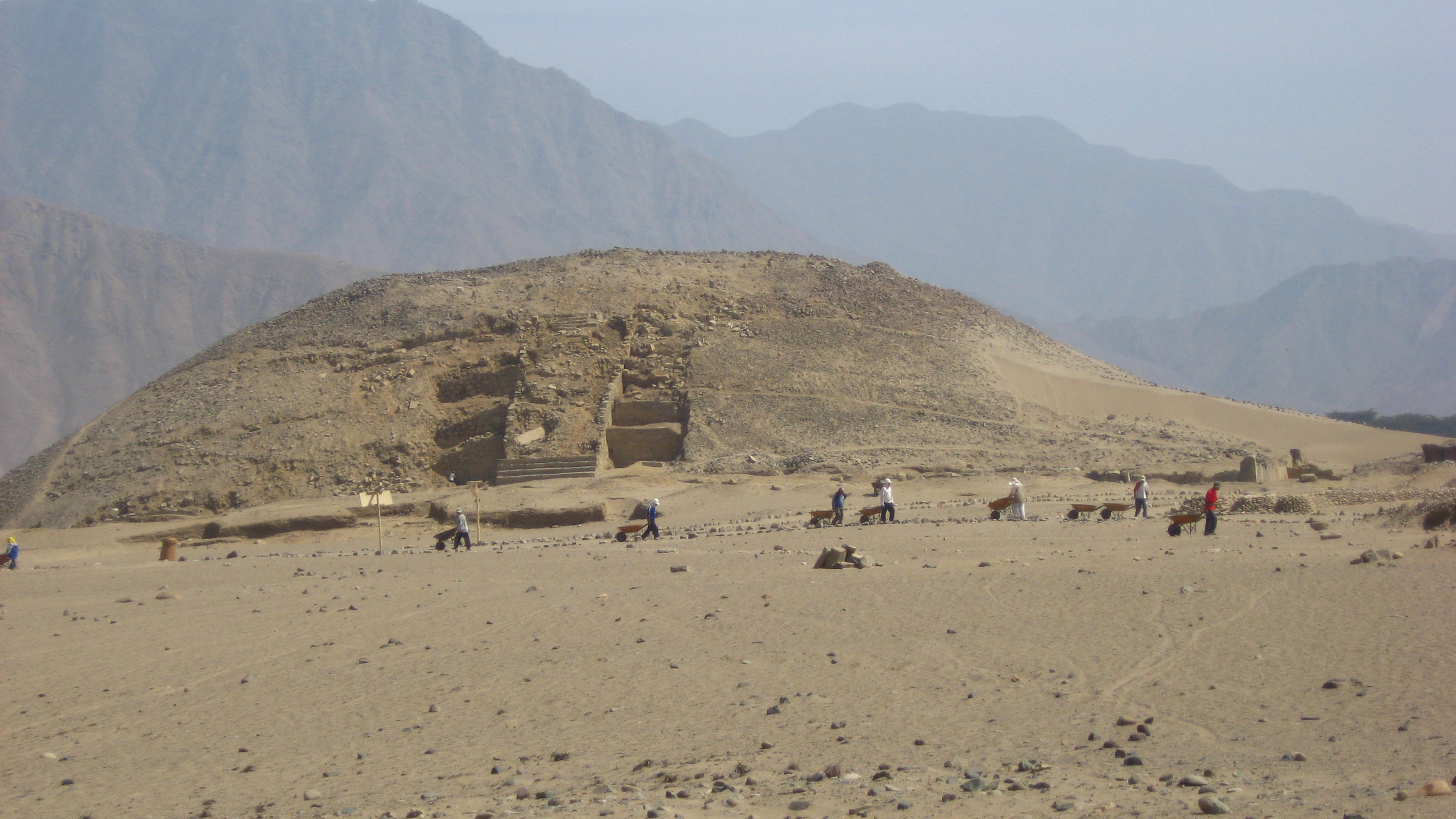
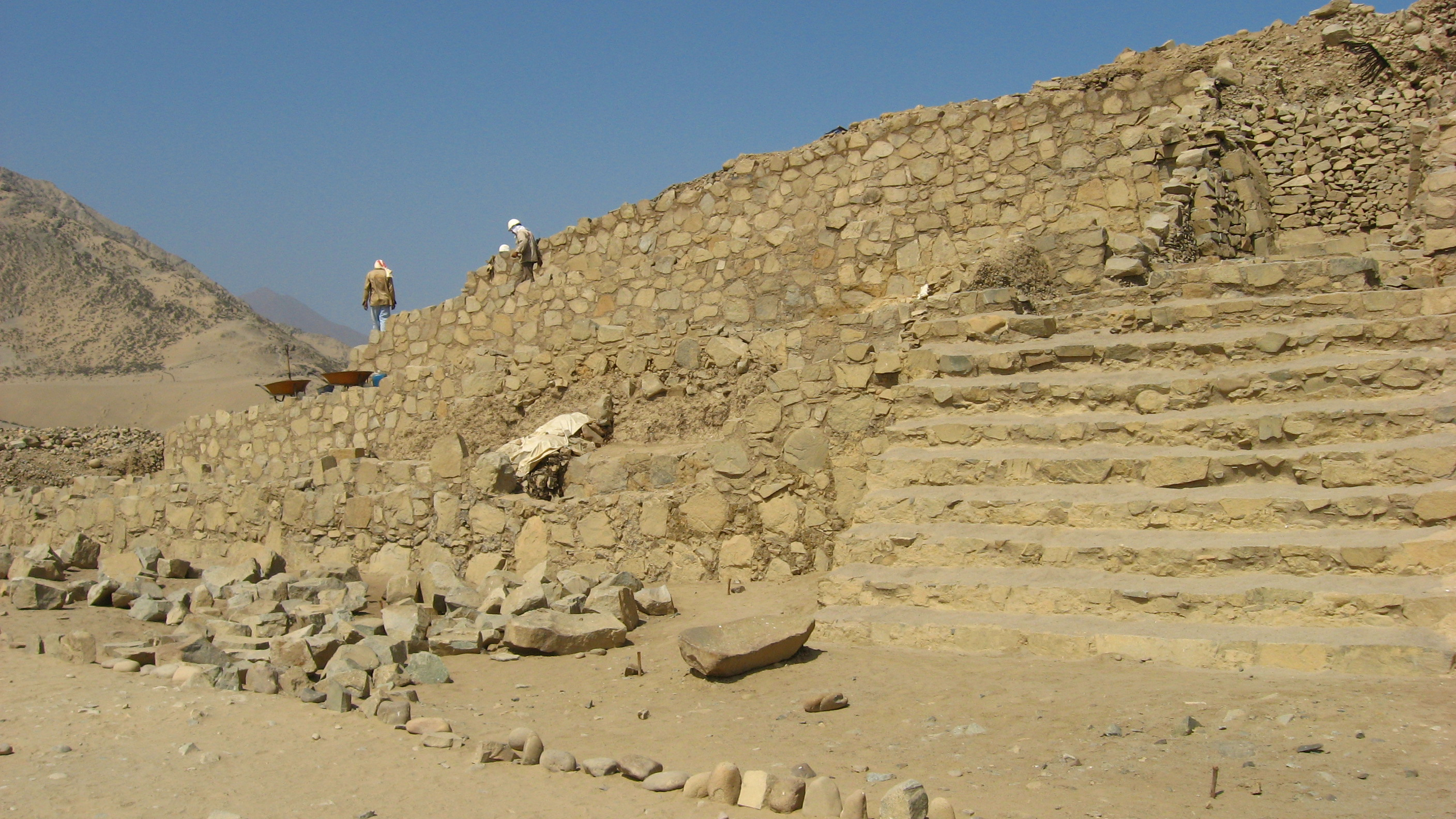
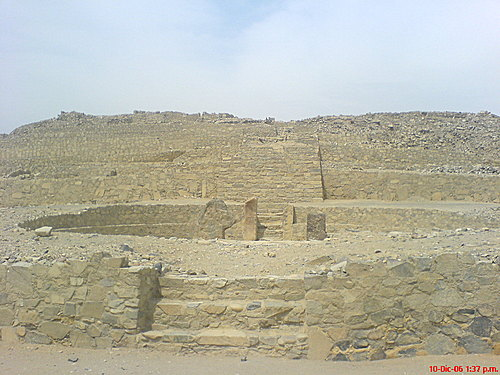
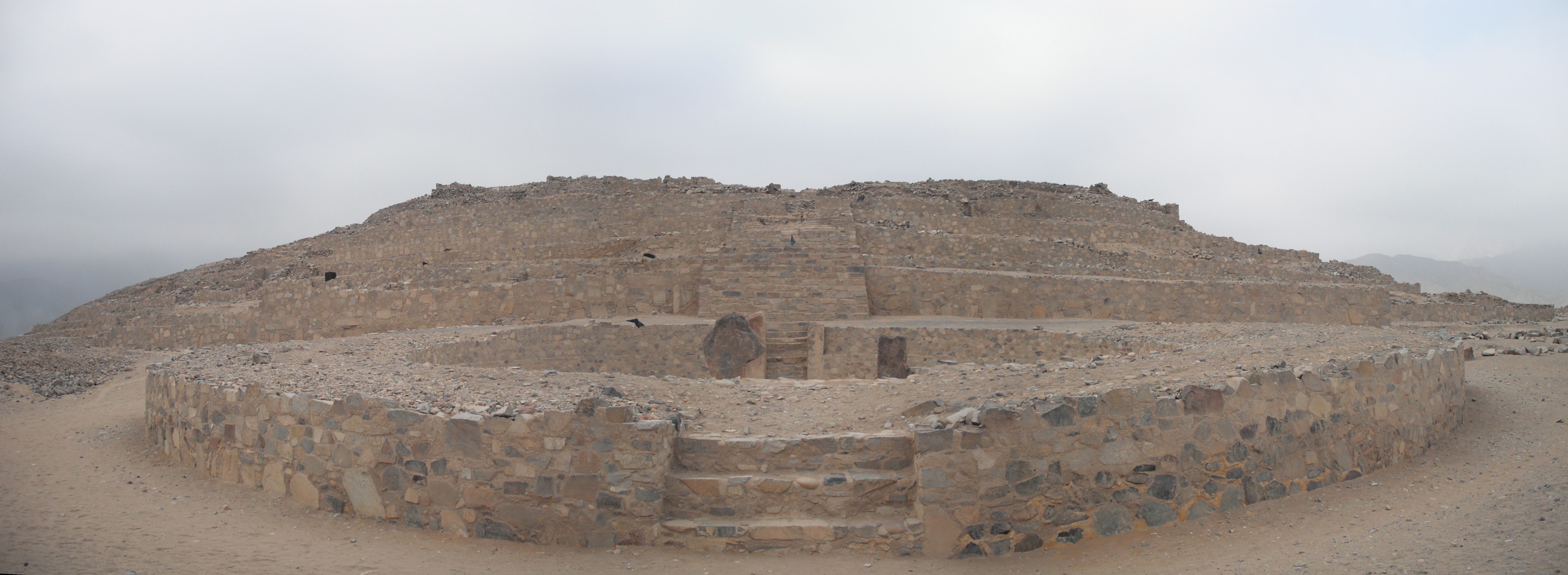
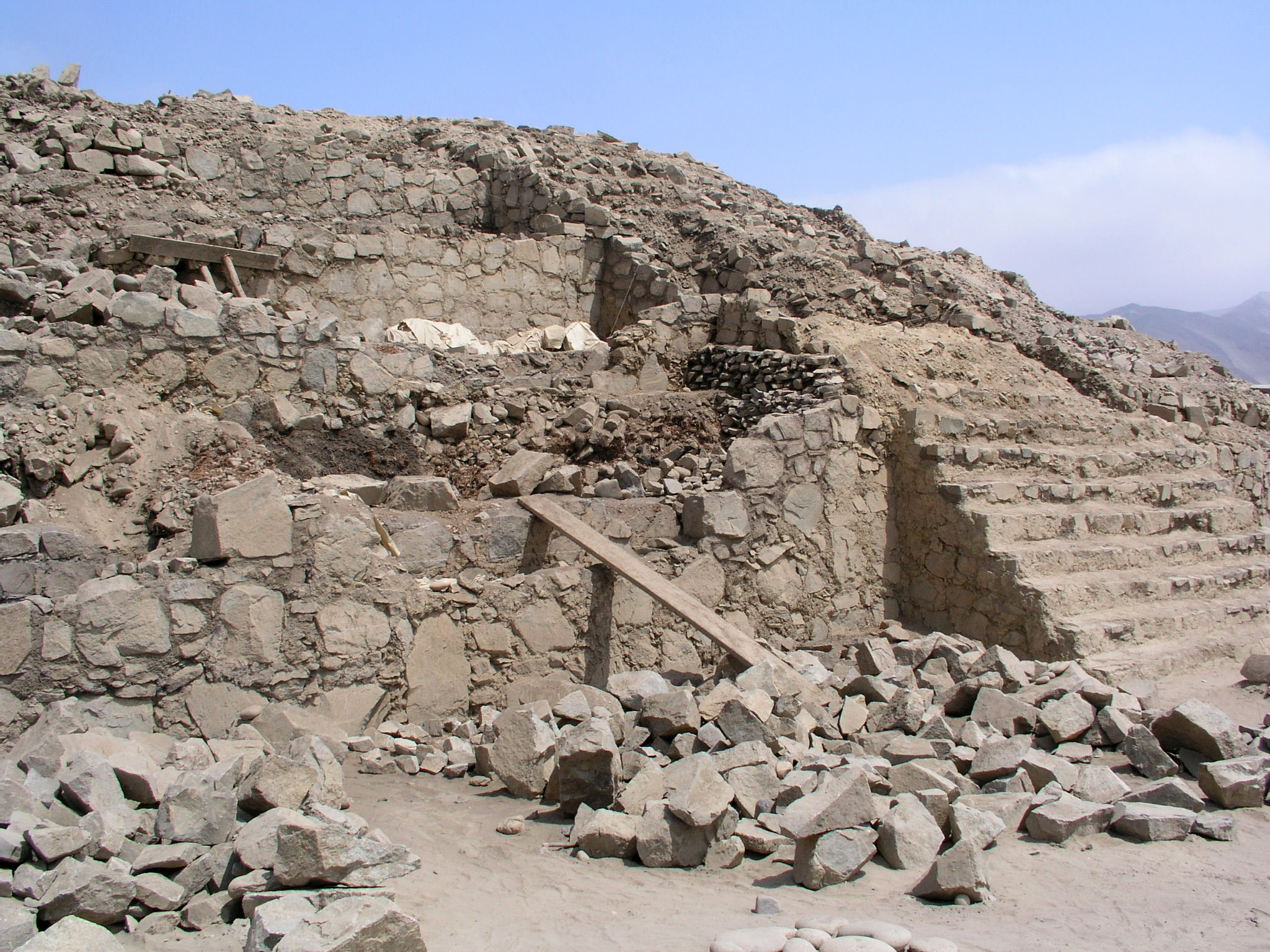
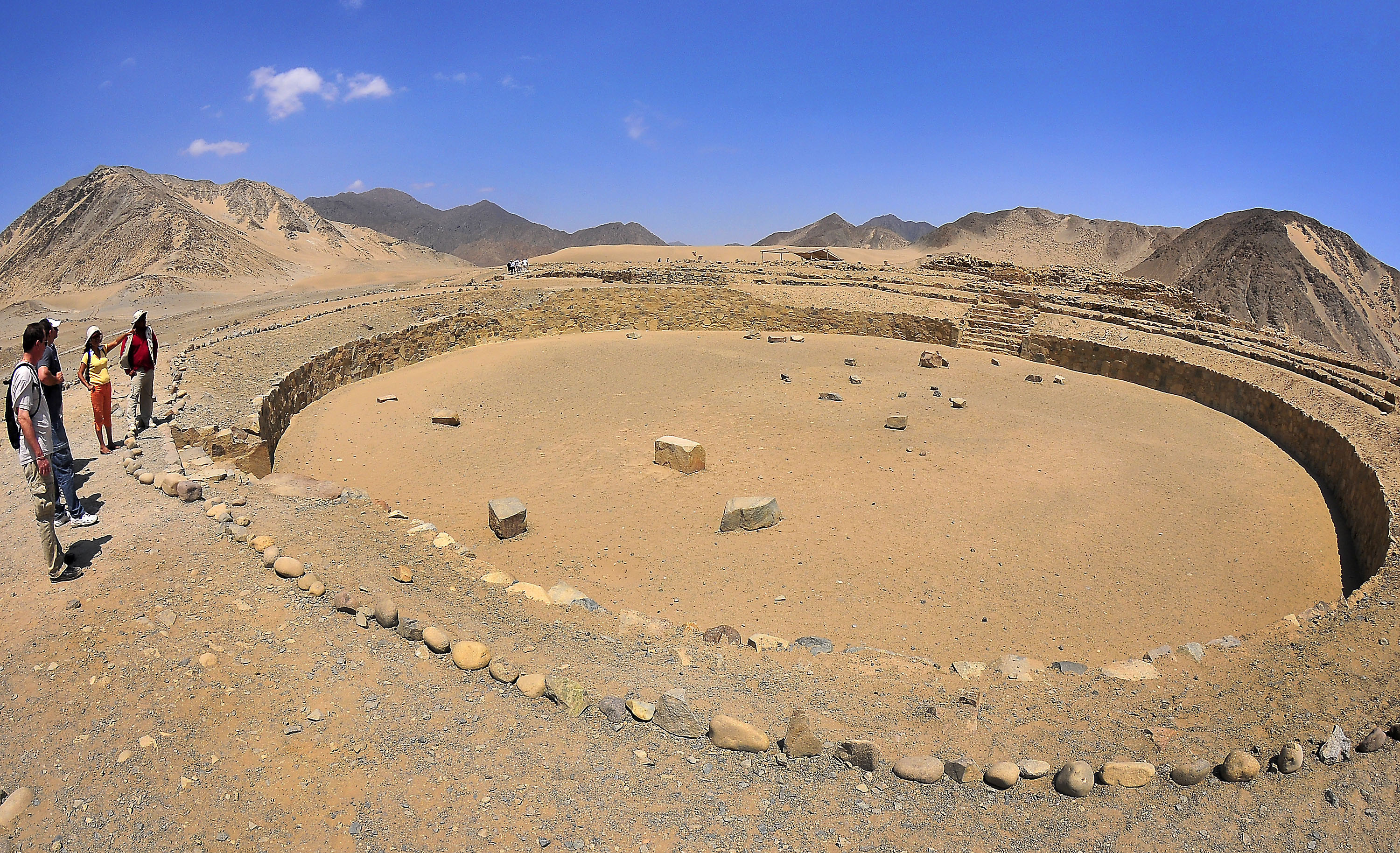
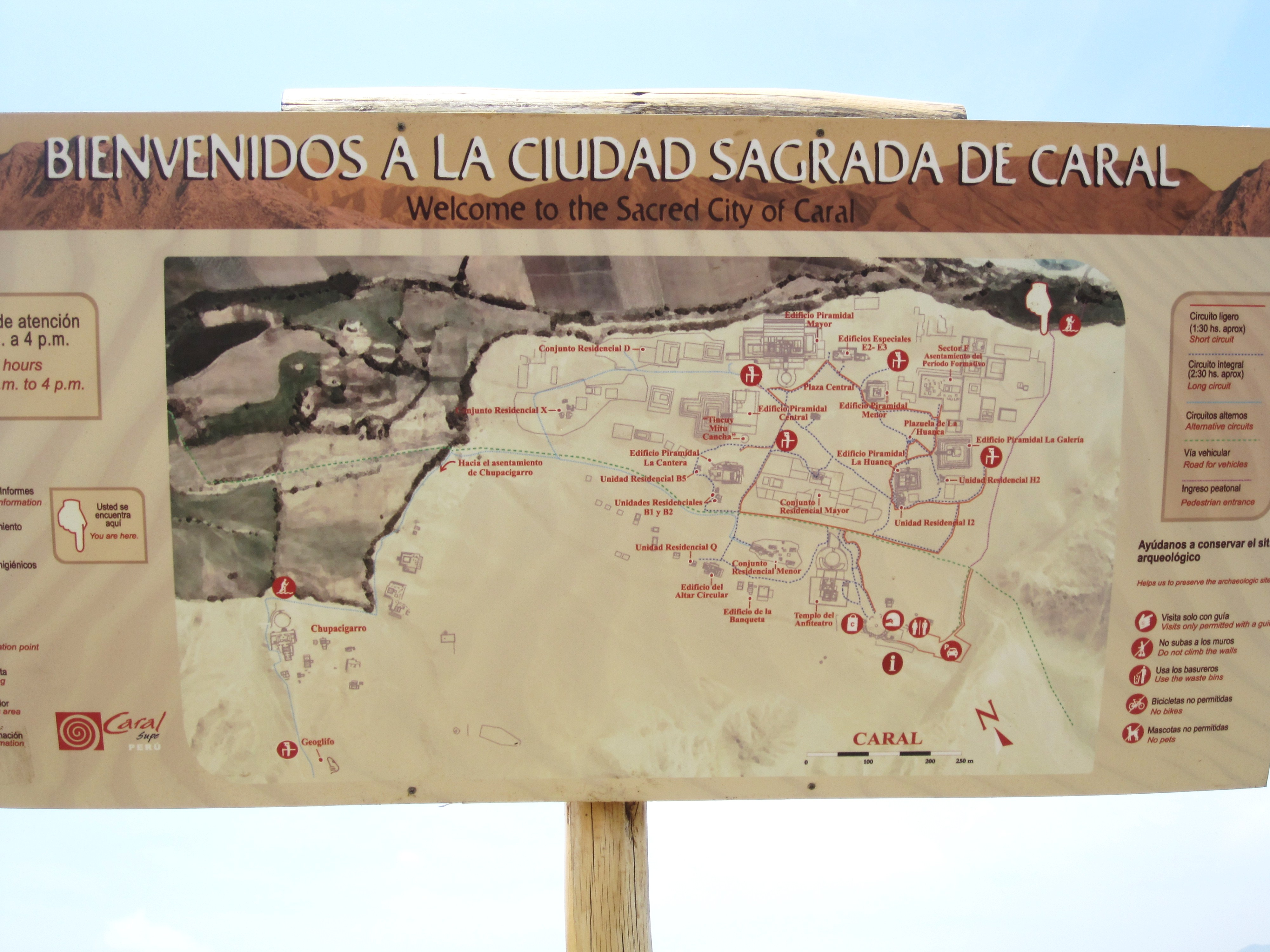

## Fordítás
- Ez a szócikk részben vagy egészben  a   Caral című angol Wikipédia-szócikk ezen változatának fordításán alapul.  Az eredeti cikk szerkesztőit annak laptörténete sorolja fel. Ez a jelzés csupán a megfogalmazás eredetét és a szerzői jogokat jelzi, nem szolgál a cikkben szereplő információk forrásmegjelöléseként.
- Ez a szócikk részben vagy egészben  a    Caral című német Wikipédia-szócikk ezen változatának fordításán alapul.  Az eredeti cikk szerkesztőit annak laptörténete sorolja fel. Ez a jelzés csupán a megfogalmazás eredetét és a szerzői jogokat jelzi, nem szolgál a cikkben szereplő információk forrásmegjelöléseként.